# Sharmada Balu
Sharmada Balu (Hindi शर्मादा बालू, Kannada ಶರ್ಮದಾ ಬಾಲೂ; * 9. August 1993 in Bengaluru) ist eine indische Tennisspielerin.

## Karriere
Balu spielt vorwiegend auf Turnieren der ITF Women’s World Tennis Tour, bei der sie zwei Titel im Einzel und 17 im Doppel gewinnen konnte.
2016 gewann sie bei den 12. Südasienspielen, die im Februar 2016 in Guwahati stattfanden, im Doppelwettbewerb mit Prarthana Thombare die Goldmedaille für Indien.
Aufgrund einer Verletzung und fehlender finanzieller Unterstützung beschloss sie Ende 2016, mit dem Tennis aufzuhören. Fünf Jahre später begann sie wieder, Tennis zu spielen. Balu gab ihr Debüt im Hauptfeld der WTA Tour bei den Chennai Open 2022 zusammen mit ihrer Landsfrau Riya Bhatia im Doppelturnier.
Balu spielte 2015 in der Hessenliga für den Tennis- und Hockey-Club Hanau (THC).

## Turniersiege

### Einzel
| Nr. | Datum          | Turnier | Kategorie   | Belag     | Finalgegnerin      | Ergebnis      |
| --- | -------------- | ------- | ----------- | --------- | ------------------ | ------------- |
| 1.  | 10. April 2011 | Lucknow | ITF $10.000 | Rasen     | Yvonne Neuwirth    | 6:3, 2:6, 6:2 |
| 2.  | 24. Mai 2015   | Bhopal  | ITF $10.000 | Hartplatz | Sowjanya Bavisetti | 6:2, 6:3      |

### Doppel
| Nr. | Datum              | Turnier             | Kategorie   | Belag     | Partnerin                    | Finalgegnerinnen                       | Ergebnis          |
| --- | ------------------ | ------------------- | ----------- | --------- | ---------------------------- | -------------------------------------- | ----------------- |
| 1.  | 16. März 2013      | Hyderabad           | ITF $10.000 | Hartplatz | Sowjanya Bavisetti           | Michaela Frlicka Tereza Malíková       | 7:5, 5:7, [10:8]  |
| 2.  | 20. Juli 2013      | Neu-Delhi           | ITF $10.000 | Hartplatz | Sowjanya Bavisetti           | Ankita Raina Shweta Chandra Rana       | 6:2, 6:4          |
| 3.  | 12. April 2014     | Chennai             | ITF $10.000 | Sand      | Rishika Sunkara              | Natasha Palha Prarthana Thombare       | 6:0, 7:64         |
| 4.  | 10. Mai 2014       | Hyderabad           | ITF $10.000 | Hartplatz | Rishika Sunkara              | Shweta Chandra Rana Prarthana Thombare | 6:1, 7:5          |
| 5.  | 4. August 2014     | Bangalore           | ITF $10.000 | Hartplatz | Prarthana Thombare           | Hsu Ching-wen Natasha Palha            | 6:4, 0:6, [10:6]  |
| 6.  | 11. Oktober 2014   | Scharm asch-Schaich | ITF $10.000 | Hartplatz | Wang Xiyao                   | Harriet Dart Eden Silva                | 7:5, 2:6, [11:9]  |
| 7.  | 18. April 2015     | Iraklio             | ITF $10.000 | Hartplatz | Lee Pei-chi                  | Tamara Čurović Aryna Sabalenka         | 4:6, 6:3, [10:2]  |
| 8.  | 20. Juni 2015      | Fergana             | ITF $25.000 | Hartplatz | Tadeja Majerič               | Vlada Ekshivarova Natasha Palha        | 7:5, 6:3          |
| 9.  | 20. September 2015 | Hyderabad           | ITF $10.000 | Sand      | Prarthana Thombare           | Nidhi Chilumula Rishika Sunkara        | 2:6, 6:3, [12:10] |
| 10. | 31. Oktober 2015   | Raipur              | ITF $10.000 | Hartplatz | Prarthana Thombare           | Prerna Bhambri Rishika Sunkara         | 6:3, 6:74, [10:8] |
| 11. | 2. Juli 2016       | Scharm El-Scheich   | ITF $10.000 | Hartplatz | Ola Abou Zekry               | Eleni Kordolaimi Ana Bianca Mihăilă    | 2:6, 6:3, [10:5]  |
| 12. | 13. August 2016    | Scharm asch-Schaich | ITF $10.000 | Hartplatz | Ana Veselinović              | Mariam Bolkwadse Ana Bianca Mihăilă    | 4:6, 7:62, [10:8] |
| 13. | 27. August 2016    | Scharm asch-Schaich | ITF $10.000 | Hartplatz | Dhruthi Tatachar Venugopal   | Inês Murta Mirabelle Njoze             | 6:3, 6:3          |
| 14. | 10. September 2016 | Scharm asch-Schaich | ITF $10.000 | Hartplatz | Dhruthi Tatachar Venugopal   | Suzy Larkin Linnéa Malmqvist           | 6:1, 6:3          |
| 15. | 29. Oktober 2016   | Pune                | ITF $10.000 | Hartplatz | Dhruthi Tatachar Venugopal   | Riya Bhatia Shweta Chandra Rana        | 6:4, 6:0          |
| 16. | 18. September 2021 | Monastir            | ITF W15     | Hartplatz | Sravya Shivani Chilakalapudi | Dalayna Hewitt Elena Milovanović       | 7:5, 6:3          |
| 17. | 20. Mai 2023       | Monastir            | ITF W15     | Hartplatz | Elaine Genovese              | Louise Kwong Anna Ulyashchenko         | 0:_6, 6:4, [11:9] |